# Couillard

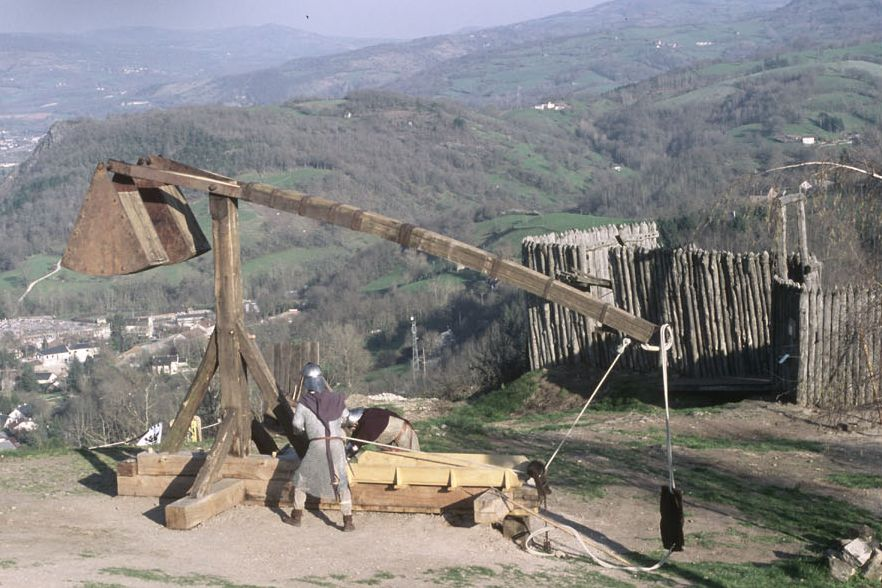
Couillard bij kasteel Calmont d'Olt in Espalion.

De couillard is een middeleeuws slingerarm-artilleriewapen. De couillard is net als alle andere artilleriewapens uit de oudheid en vroege middeleeuwen een katapult; een wapen dat gebruikmaakt van mechanische energie om projectielen weg te schieten. Vanwege de hoge vuursnelheid van deze katapult kon de couillard de concurrentie met het in de 14e eeuw verschenen buskruitgeschut nog lange tijd aan.

## Beschrijving
De couillard was net als de eerder verschenen trebuchet een slingerarmkatapult met contragewicht, maar had ook belangrijke verschillen. De slingerarm van de couillard draaide niet tussen twee staanders maar boven op een enkele staander, net als de vroegere pierrière-trekslingerarmkatapult. De pierrière had een aanslagblok waar het korte deel van de slingerarm tegenaan sloeg, maar de slingerarm van de couillard draaide net als bij de trebuchet gewoon door nadat het projectiel was weggeslingerd. Dit was mogelijk vanwege de bijzondere constructie: het korte deel van de slingerarm was gevorkt en aan het uiteinden van de vork waren twee identieke contragewichten met een gewicht van enkele tonnen bevestigd, die nadat het projectiel was weggeslingerd links en rechts langs de centrale staander draaiden.
Een gemiddelde couillard had een basis van 5 bij 2½ meter en een slingerarm van circa 8 meter. Aan de lange zijde van de slingerarm was een slinger bevestigd, waardoor het bereik van het wapen met minimaal een derde werd vergroot.
Deze compacte maar toch zeer krachtige katapult kon door een kleine ploeg van vier tot acht man bediend worden, had een bereik van 35 tot 180 meter en kon tot wel 10 projectielen van 35 tot 150 kilogram per uur afvuren, waarmee de vuursnelheid zeker 5 keer zo hoog lag als bij de trebuchet. Couillards werden dan ook vaak door de belegerde partij gebruikt om trebuchets en andere belegeringswapens te vernietigen.

## Geschiedenis
De couillard werd pas in de 14e eeuw ontwikkeld als een eenvoudig opgezette katapult die makkelijk in elkaar kon worden gezet en dus snel gebruiksklaar was. Ondanks de opkomst van vuurwapens bleef de couillard zeker tot de 16e eeuw in gebruik.

## Etymologie
Couillard is een afleiding van het woord couille en achtervoegsel ard. Het Franse couille komt van het Oudfranse coille, van Latijn coleus "testikel". Het Oudfranse achtervoegsel ard komt van het Oudfrankische hard "stoutmoedig", van Oergermaans harduz "hard", van Proto-Indo-Europees kert, kret "sterk". De naam verwijst naar de twee contragewichten en de gelijkenis daarvan met testikels.